# Ceste
Ceste este o localitate din comuna Rogaška Slatina, Slovenia, cu o populație de 123 de locuitori.